# Скит Светог Андреја
Скит Светог Андреја или Светоандрејски скит један је од највећих светогроских скитова који се налази у непосредној близини Кареје. Изграђен за потребе руског монаштва и по величини и по броју монаха (може да прими и до 2.000) био је највећи скит на Светој гори. Припада манастиру Ватопед Окружени миром и тишином, окупани свелошћу сунца, монаси овог скита у њему доживљавају визију сусрета са Богом и свецима. Скит Светог Андреја данас је у пуној обнови и, с обзиром на свој положај у Кареји, место је где ходочасници веома радо бораве а братство врло радо прима све путнике намернике.

## Положај
Налази се на улазу у Кареју из правца луке Дафни, и делује импонзатнтно јер је већи од многих светогорских манастира.
А када се коначно стигнете до пустињакове келије у Светоандрејски скит, путник намерник треба дуго да стаји пред вратима док му их неки од монаха не отвори, због њиховог гесло да се само упорнима отварају врата, иако су ови пустињаци ради примању гостију, са посебном радошћу. А када преме госта они се према њему односе тако да их угошћују најлепше што могу.

## Историја
Скит Светог Андреја често називају и Светоандрејски скит, али и Сарај (палата на турском) због тога што је у време турске превласти у Грчкој овде било седиште аге, турског гувернера Свете горе.
Некада је овде боравило преко 800 руских монаха да би данас готово опустео. Доста зграда је у стању пропадања и препуштено зубу времена. С почетка 21. века у скиту су приметне све чешће поправке и рестаурације.
Ктитор овог здања је руска царска породица Романов. Глана црква посвећена светом Андреји завршена је 1900. године и до скора је представљала највећи православни храм на Балкану. Унутрашњост цркве краси величанствени позлаћени иконостас са два украшена реликвија и моштима седамдесет светаца.
У скиту се чувају иконе Богородице Утешитељке, Богородице Милосрдне, Јована Крститеља, затим, икона Светог Андреја у белом злату, као и једна икона Богородице украшена са мноштвом разнобојног драгог камења.
Након Октобарске револуције у Скит је совјетска власт послала агенте КГБ прерушене у монахе који су извршили диверзију и спалили скит до темеља. Монаштво се разбежало и Скит је запустео.
Касније су скит преузели грчки монаси на основу светогорског устројства, по коме када број монаха у некој монашкој заједници падне испод седам исти преузимају грчки монаси. Тако је и Скит Светог Андреја данас заједница грчког монаштва која и поред тога чува успомену на претходну руску традицију.